# Aphalara polygoni
Aphalara polygoni är en insektsart som beskrevs av W. Foerster 1848. Aphalara polygoni ingår i släktet Aphalara och familjen rundbladloppor.
Artens utbredningsområde är Iran. Arten är reproducerande i Sverige. Inga underarter finns listade i Catalogue of Life.